# Підопригора Валентина Михайлівна
Валентина Михайлівна Підопригора (нар. 1954) — українська радянська діячка, новатор виробництва, затягувальниця Київської взуттєвої фабрики імені 10-річчя Комсомолу України. Депутат Верховної Ради УРСР 10-го скликання.

## Біографія
Освіта середня. Член ВЛКСМ.
З 1972 року — затягувальниця Київської взуттєвої фабрики імені 10-річчя Комсомолу України.